# Stanislav Němeček
Stanislav Němeček (4. listopadu 1931 Hradec Králové – 17. srpna 2016 Hradec Králové) byl český neurohistopatolog, tvůrce „hradecké neurohistologické školy“. Jeho vnoučaty jsou Markéta Němečková a Michal Němeček. 

## Lékařská kariéra a život
Narodil se 4. listopadu 1931 v Hradci Králové do lékařské rodiny, která ovlivnila jeho výběr povolání. Studium na pražské lékařské fakultě ukončil v roce 1956 a vzápětí nastoupil na Ústav patologie v Hradci Králové. Odtud později přešel na neurochirurgickou kliniku, kde se roku 1962 stal vedoucím její neuropatologické laboratoře. 
Postupně publikoval více než 310 vědeckých prací vč. čtyř monografií. Experimentálně se věnoval transtentoriální herniaci, řešil problematiku míšního traumatu, kde zavedl pojem „autodestrukční poškození“, který převzali i zahraniční autoři. Popsal vývoj cysty hemangioblastomu, k prioritní práci patří i popis komplexních synapsí v oliva inferior. Spolu s Lodinem publikoval velkou monografii „Neurobiologie“. 
Mezi lety 1984 a 1998 se stal vedoucím Katedry histologie a embryologie na LF UK v Hradci Králové. Tam přinesl nové téma transplantace embryonální mozkové tkáně jako možný podklad k léčbě parkinsonizmu. Poté se doktor Němeček rychle habilitoval a v roce 1991 byl jmenován profesorem. Věnoval se v té době velmi intenzivně i výukové činnosti a hlavně brzy po nástupu do funkce vedoucího histologie na LF vytvářel koncepci pregraduálních přednášek –  byl ale také pravidelným účastníkem a zasvěceným diskutujícím na postgraduálních neurochirurgických kurzech. Stále zůstával vedoucím neuropatologické laboratoře neurochirurgické kliniky a s klinikou, kde se pravidelně zúčastňoval klinických seminářů, nepřerušil úzkou spolupráci. Se svojí manželkou, neuroložkou, pracující na neurochirurgické klinice, se zajímal hlouběji o problematiku gliomů a genezi epileptického záchvatu. Do společné hradecké monografie „Neurochirurgie“ napsal důležitou kapitolu o patologii nádorů CNS.
Profesor Němeček nebyl jen zanícený a ceněný histopatolog. Věnoval se neméně aktivně své rodině i koníčkům, z nichž zajímavé bylo sbírání marionet –  loutek, většinou dřevěných, které si přivážel také ze svých cest po světě. Poslední roky chystal rozsáhlou monografii „Neuropatologie“, na které s přestávkami pracoval a která již zůstane nedokončena.